# Багдадский метрополитен
Багдадский метрополитен (араб. مترو بغداد‎) — строящаяся система наземно-надземных линий метрополитена в Багдаде. Метро соединит кварталы Багдада. В состав системы войдёт действующая с октября 2008 года 24-километровая линия пригородного поезда до южного предместья Багдада Доры, которую иногда уже именуют как метро.

## История

### Первый проект
План Багдадского метрополитена, на то время первого в арабском мире, был разработан ещё в конце 1970-х — начале 1980-х гг Саддамом Хусейном. Амбициозный проект был начат в 1975 году проектированием, а позже — и сооружением. По проекту было запланировано строительство двух преимущественно подземных линий: первой — с севера на юг, второй — с запада на восток. Заявлялось, что метро будут строить египетские инженеры, а составы поставит одна из китайских компаний. Сеть тоннелей под Багдадом длиной по разным оценкам от нескольких до нескольких десятков километров, в том числе для метрополитена, построили сербские, китайские и немецкие компании, доказывая наличием отчётов. Но к 1983 году работа была остановлена Ирано-иракской войной. В заброшенных тоннелях Саддам Хусейн хранил оружие, также в этих тоннелях он и его войска прятались.

### Возрождение проекта
В начале XXI века городские власти возвращаются к идее о создании подземного метро. Однако ввиду свержения режима Хуссейна планы не осуществились, хотя и после этого некоторое время предполагалось, что первая очередь метрополитена по тому же проекту должна была стоить 1,2 млрд долларов, а сооружение было запланировано начать сначала в 2004 году, а затем в 2006 году.

### Реализующийся проект
С 2008 года, с возвращением относительной стабильности в Ираке, власти Багдада объявили тендер на строительство наземного метро по пересмотренному менее затратному проекту с двумя линиями протяженностью 39 километров, пересекающихся в центральном районе Халани и имеющих маршрутное движение поездов по линиям и между ними. Строительство планировалось начать в том же году, а завершение и ввод в эксплуатацию двух линий должны были состояться в 2012 году. Однако, начало реализации проекта было вновь отложено — до 2012 года. Сначала властями города заявлялось, что метро будет строиться исключительно иракскими инженерами, однако позже стало известно, что в феврале 2011 года французская компания «Alstom» подписала предварительное соглашение с муниципальными властями Багдада о строительстве метрополитена. Стоимость строительства первой очереди — около 1,5 миллиарда евро, а полностью сооружение всей системы обойдётся в 3 миллиарда долларов и займёт до 4—5 лет. Проект багдадского метро был представлен на «Baghdad Construction Expo 2012» («Багдадская международная строительная выставка 2012») с 13 по 16 сентября.

## Линии

### Первая линия
По планам линия будет состоять из 20 станций и протяженность составит 18 км. Линия соединит расположенный на северо-востоке самый густонаселенный район Багдада — Мадинат-эс-Садр с северо-западным кварталом Эль-Азымия. Она будет проходить через центр города.

#### Список станций на первой линии
- Саддам-Сити (англ. Saddam City)
- Саура (англ. Тhawra)
- Сейф Саад (англ. Saif Saad)
- Кунатира (англ. Qunatira)
- Улица Джолан (англ. Jolan Street)
- Улица Кудс (англ. Quds Street)
- Улица Зухур (англ. Zouhour Street)
- Памятник мученикам (англ. Мartyr's Мonument)
- Улица Палестины (англ. Palestine Street)
- Ворота Талсым (англ. Talsim Gate)
- Вокзал Восточного Багдада (англ. East Baghdad Station)
- Улица Порт-Саида (англ. Port Said Street)
- Площадь Сабави (англ. Sabawi Square)
- Халани (пересадочная станция на вторую линию) (англ. Khalani)
- Шорджа (англ. Shorjah)
- Улица Амин (англ. Amin Street)
- Медан (англ. Medan)
- Сарафия (англ. Sarafiya)
- Улица Магриб (англ. Maghrib Street)
- Площадь Антара (англ. Antar Square)

### Вторая линия
По планам линия будет состоять из 21 станции и протяженность составит 21 км. Линия соединит юг Багдада с правым берегом реки Тигр. Она будет проходить через центральный торговый квартал Эль-Каррада и перекинется через реку Тигр.

#### Список станций на второй линии
- Масбах (англ. Masbah)
- Национальный театр (англ. National Theatre)
- Площадь Мирьяна (англ. Mirjana Square)
- Площадь Фирдоус (англ. Firdaws Square)
- Площадь Насер (англ. Nasir Square)
- Площадь Тахрир(англ. Tahrir Square)
- Халани (пересадочная станция на первую линию) (англ. Khalani)
- Улица Мустансир (англ. Mustansir Street)
- Улица Хайфы (англ. Haifa Street)
- Национальный музей (англ. National Museum)
- Международный вокзал (англ. International Station)
- Мутанаби (англ. Mutanabi)
- Мансур (англ. Mansour)
- 14-е Рамадана (англ. 14th Ramadhan)
- Улица Рабиа (англ. Rabie'a Street)